# Костел Небовзяття Пресвятої Діви Марії (Червоногрод)
Косте́л Небовзя́ття Пресвято́ї Ді́ви Марі́ї в Червоного́роді — культова споруда, римсько-католицький храм, пам'ятка архітектури місцевого значення (охоронний номер 503) в зниклому Червоногроді Тернопільської області України. Руїна в Тернопільській області, Товстенська громада.

## Відомості
Споруджений в 1615 році коштом родини Лісецьких.
У 1716 році перебудований та набув нинішніх обрисів. Посвячений 1741 року єпископом-ординарієм Кам'янець-Подільським Вацлавом Сераковським. У 1748 році майнове становище парафії покращилося завдяки пожертвам Рафала Скарбека та Адама Бєльського.
У 1935 році костел підпалено. Прихожани, яких переселили до Польщі, забрали з собою чудотворний образ Матері Божої Червоноградської.
Нині — в аварійному стані. Переданий Українській автокефальній православній церквіколи?. Реконструкцій і реставрацій за роки України не проводилось.

## Настоятелі
- о. Ігнатій Франковський,
- о. Ян Глембоцький (1874—1899),
- о. Стефан Юраш (1930-ті).